# Anno Domini (Tormentor)
Anno Domini è il primo album della band black metal ungherese Tormentor, pubblicato dall'etichetta discografica Nocturnal Art Productions nel 1995. In precedenza questo lavoro fu distribuito anche come demo.

## Il disco
Il disco venne registrato a novembre del 1988, ma a causa di varie problematiche non fu pubblicato, tuttavia l'anno seguente venne diffuso sotto forma di demo tape, diventando così il loro secondo demo, dopo 7th Day Of Doom del 1987. Nel 1995 questo lavoro fu infine dato alle stampe dalla Nocturnal Art Productions, sia su disco in vinile che in formato CD.
L'album si apre con un rifacimento del tema musicale tratto dal film Fantasmi del 1979 di Don Coscarelli, i brani restanti mostrano invece delle sonorità black metal caratterizzate da atmosfere cupe e da un cantato maligno, tipico di questo genere musicale, oltre che da riff, e in alcuni casi da assoli di chitarra, di stampo thrash metal.
La quarta traccia del disco, la canzone Elisabeth Bathory, venne anche riproposta come cover dai Dissection nell'EP Where Dead Angels Lie.
Il CD fu ristampato nel 2005 dalla Saturnus Productions, con una copertina differente; la stessa etichetta ne fornì anche un'edizione in versione LP nel 2013, ancora una volta con una copertina diversa.

## Tracce
1. Intro – 0:57 (musica: tema strumentale tratto dal film Fantasmi)
2. Tormentor I – 2:52
3. Heaven – 3:01
4. Elisabeth Bathory – 5:14
5. Damned Grave – 3:44
6. In Gate of Hell – 3:27
7. Transylvania – 1:41
8. Tormentor II – 3:55
9. Trance – 2:20
10. Beyond – 4:02
11. Apocalypse – 3:16
12. Lyssa – 1:56 – (strumentale)
13. Anno Domini – 1:50

## Formazione
- Attila Csihar – voce
- Attila Szigeti – chitarra, tastiera
- György Farkas – basso
- Zsolt Machát – batteria

## Produzione
- Gábor Faragó – produzione
- Alex Kurtagić – grafica